# Krążowniki pancerne typu Garibaldi
Krążowniki pancerne typu Garibaldi – typ włoskich krążowników pancernych, budowanych na przełomie wieku XIX i XX w długiej serii liczącej 10 okrętów. Okręty te służyły w kilku marynarkach wojennych świata.

## Historia
Projekt okrętów, opracowany we Włoszech, stanowił skrzyżowanie cech wcześniejszych krążowników pancernych typu Vettor Pisani i pancerników typu Emanuele Filiberto. W efekcie powstały okręty ustępujące nieco ówczesnym typowym krążownikom pancernym rozmiarami i podstawowymi „krążowniczymi” parametrami jak prędkością i zasięgiem pływania, lecz za to o silnym opancerzeniu. Typ Garibaldi wyróżniała szczególnie duża powierzchnia części opancerzonej kadłuba, co stało się zaletą w obliczu okresu dominacji szybkostrzelnej artylerii średnich kalibrów na przełomie wieków. Okręty tego typu były budowane w stoczniach Ansaldo w Genui, Orlando w Livorno, a jeden okręt w Wenecji.
Niespodziewanie krążowniki typu Garibaldi stały się przebojem eksportowym. Dwa pierwsze okręty, budowane dla marynarki włoskiej, zostały jeszcze przed ukończeniem w 1895 zakupione przez Argentynę, uwikłaną w konflikt z Chile i weszły do służby w marynarce argentyńskiej pod nazwami „Garibaldi” i „San Martín”. Z kolejnych trzech okrętów, zaczętych dla marynarki włoskiej, dwa zostały również zakupione przez Argentynę i weszły do służby pod nazwami „General Belgrano” i „Pueyrredon”, a trzeci został zakupiony przez Hiszpanię i wszedł do służby hiszpańskiej jako „Cristóbal Colón”. Dopiero kolejne trzy okręty weszły do służby włoskiej pod nazwami „Giuseppe Garibaldi”, „Varese” i „Francesco Ferruccio”. Dwa ostatnie okręty zostały zamówione przez Argentynę, która jednak zrezygnowała z zakupu z powodu zawarcia pokoju z Chile i okręty te ostatecznie zakupiła w 1903 Japonia pod nazwami „Kasuga” i „Nisshin”.
Na skutek budowy długiej serii, rozciągniętej w czasie, poszczególne okręty różniły się rozwiązaniami technicznymi. O ile pierwsze trzy argentyńskie okręty miały pancerz ze stali Terni odpowiadającej jakością stali Harveya, to pozostałe miały znacznie odporniejszy pancerz, zbliżony do stali Kruppa. Poszczególne okręty miały różne warianty uzbrojenia głównego, składającego się z 2 dział kaliber 254 mm w dwóch wieżach na dziobie i rufie lub 4 dział 203 mm w dwudziałowych wieżach, lub mieszany: 1 działo 254 mm w wieży dziobowej i 2 działa 203 mm w wieży rufowej. Okręty różniły się też typem kotłów parowych. Cztery okręty były kolejno nazwane imieniem Giuseppe Garibaldiego, z których pierwszy wszedł ostatecznie do służby pod nazwą „Garibaldi”, dwa kolejne pod innymi nazwami, a dopiero czwarty stał się włoskim „Giuseppe Garibaldi”.

### Argentyńskie okręty
„Garibaldi” jako pierwszy wszedł do służby w 1896 roku. W 1917 stał się okrętem szkolnym. W 1932 przeklasyfikowano go na okręt obrony wybrzeża, a w 1936 sprzedano na złom. „San Martín” wszedł do służby w 1898 roku, w 1920 przeklasyfikowano go na okręt szkolny, później na okręt obrony wybrzeża. 18 grudnia 1935 wycofano go ze służby, a w 1947 ukończono złomowanie. „General Belgrano” i „Pueyrredon” weszły do służby w 1898 roku, począwszy od 1926 przeszły modernizację, po czym przeklasyfikowano je na okręty obrony wybrzeża. W 1933 „Belgrano” przebudowano na okręt-bazę okrętów podwodnych, a w 1947 wycofano ze służby i złomowano. „Pueyrredon” w 1941 przeklasyfikowano na okręt szkolny, w której roli służył aż do wycofania ze służby 2 sierpnia 1954 roku, będąc najdłużej pływającym okrętem typu Garibaldi (56 lat). Okręt w 1955 złomowano.

### Włoskie okręty

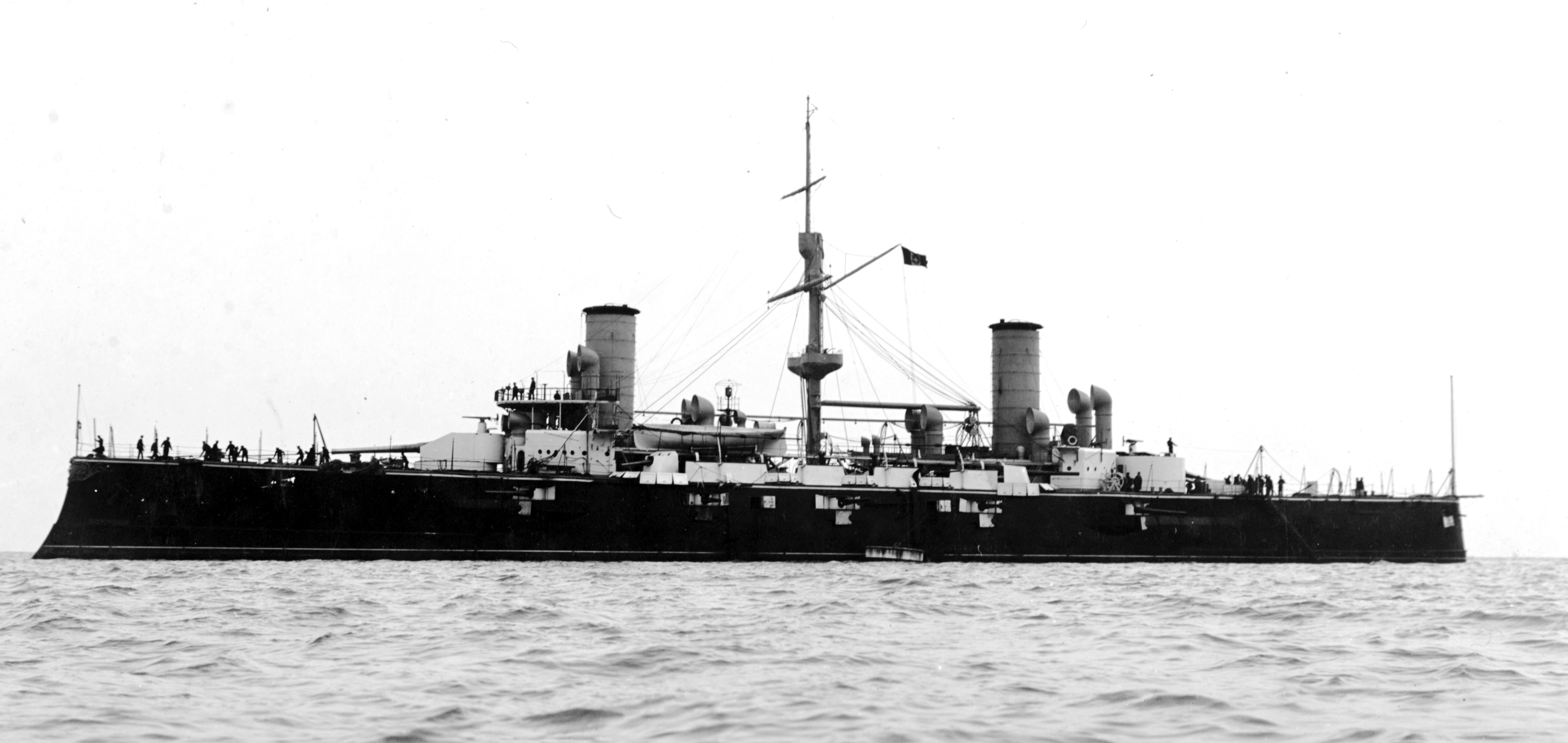
„Varese”

„Giuseppe Garibaldi” służył często jako okręt flagowy zespołów floty. W latach 1911–1912 aktywnie uczestniczył w wojnie włosko-tureckiej, m.in. w bitwie pod Bejrutem. Po wybuchu I wojny światowej uczestniczył w ostrzeliwaniu celów nabrzeżnych. 18 lipca 1915 został zatopiony na Adriatyku przez austro-węgierski okręt podwodny U-4. „Varese” i „Francesco Ferruccio” również uczestniczyły w wojnie włosko-tureckiej, następnie w I wojnie światowej. Po wojnie „Varese” stał się okrętem szkolnym, a 4 czerwca 1923 wycofano go ze służby. Jako okręt szkolny zastąpił go w 1924 „Francesco Ferruccio”, 13 stycznia 1930 wycofano go ze służby.

### Japońskie okręty
Para ostatnich krążowników była budowana na zamówienie Argentyny, złożone w 1902 w związku z napięciem w stosunkach z Chile. Okręty miały nosić nazwy „Mitra” i „Roca”, następnie zmienione na „Rivadivia” i „Moreno”. Ponieważ w odpowiedzi Chile zamówiło w Wielkiej Brytanii dwa pancerniki, co rozpętało kosztowny wyścig zbrojeń między oboma krajami, oba państwa zdecydowały się na negocjacje i za pośrednictwem Wielkiej Brytanii udało się zawrzeć 28 maja 1902 porozumienie o granicy chilijsko-argentyńskiej. W ramach częściowego rozbrojenia, w 1903 Chile zrezygnowało z budowy zamówionych pancerników, a Argentyna – krążowników pancernych i nowo zamówionych we Włoszech pancerników.
Włosi zaoferowali wówczas w sierpniu 1903 zakup znajdujących się w końcowym stadium budowy krążowników pancernych Rosji, jednakże w grudniu 1903 rosyjski sztab morski odrzucił ofertę kupna (jego naczelnikiem był wówczas Zinowij Rożestwienski). Japonia natomiast szybko skorzystała z okazji wzmocnienia swojej floty i 29 grudnia 1903 zakupiła oba krążowniki pancerne za cenę 760 000 funtów szt. każdy.
Decyzja Rosji o odrzuceniu oferty kupna krążowników, podjęta w sytuacji napięcia w stosunkach z Japonią, jest przedmiotem krytyki wielu historyków, aczkolwiek w pewien sposób była usprawiedliwiona tym, że gdyby nie doszło do wojny, to okręty takiego rodzaju nie były potrzebne w świetle rosyjskiej doktryny morskiej, miały przy tym niestandardowe uzbrojenie (trzy nowe typy dział). Doktryna rosyjska kładła nacisk na typowo „krążownicze” charakterystyki okrętów, jak dzielność morską, prędkość i zasięg, których nie spełniał typ Garibaldi, oferując za to dużą siłę bojową. Prawdopodobna jest opinia, że zakup obu okrętów nie byłby w stanie zmienić w znaczący sposób przebiegu wojny. Oba państwa starały się o zakup budowanych dla Chile pancerników, lecz ostatecznie zostały one przejęte jako HMS „Swiftsure” i „Triumph” przez Wielką Brytanię, która nie chciała wzmocnić Rosji ani dopuścić się wobec niej wrogiego aktu oddania okrętów Japończykom.
Oba krążowniki, nazwane „Nisshin” i „Kasuga” osiągnęły gotowość bojową 11 kwietnia 1904 i weszły w skład głównego pierwszego zespołu floty japońskiej admirała Tōgō (wraz z pancernikami, jako najsilniejsze z japońskich krążowników pancernych). Brały one następnie udział we wszystkich głównych starciach wojny japońsko-rosyjskiej 1904-1905: działaniach pod Port Artur, bitwie na Morzu Żółtym i bitwie pod Cuszimą, odnosząc niewielkie uszkodzenia. Brały następnie udział w I wojnie światowej. „Nisshin” w 1927 został okrętem szkolnym, 1 kwietnia 1935 wycofano go ze służby i następnie zatopiono jako okręt-cel. „Kasuga” od 1925 również służył jako okręt szkolny. 18 lipca 1945 został zatopiony przez amerykańskie samoloty w porcie w Yokosuka.

### Hiszpański okręt
„Cristóbal Colón” wszedł do hiszpańskiej służby 16 maja 1897. Wybuch wojny amerykańsko-hiszpańskiej spowodował, że okręt nie otrzymał przewidywanych dział artylerii głównej 240 mm. W kwietniu 1898 został wysłany na Kubę w składzie eskadry kontradmirała Cervery. Okręt został samozatopiony przez załogę 3 lipca 1898 w bitwie z okrętami amerykańskimi pod Santiago de Cuba, nie mając szans na przedarcie się przez blokadę.

## Dane techniczne
Poszczególne okręty różniły się w szczegółach.
- uzbrojenie (włoskie okręty i „Kasuga”; inne – różnice w tabeli):
  - 1 działo kalibru 254 mm (w wieży na dziobie)
  - 2 działa kalibru 203 mm (w wieży na rufie)
  - 14 dział kalibru 152 mm (w kazamatch)
  - 10 dział kalibru 76 mm
  - 6 dział kalibru 47 mm
  - 4 wyrzutnie torpedowe kalibru 450 mm

- pancerz:
  - burty – pas burtowy: 80 – 152 mm, kazamaty: 152 mm
  - wewnętrzny pokład pancerny: 22 – 37 mm
  - wieże artylerii głównej – 120–150 mm
  - stanowisko dowodzenia: 152 mm

## Wykaz okrętów
| Okręt                                   | Położenie stępki (stocznia) | Wodowanie            | Wejście do służby    | Zakończenie służby                                        | Artyleria główna i średnia         |
| Argentyna                               |                             |                      |                      |                                                           |                                    |
| Garibaldi (ex Giuseppe Garibaldi)       | 1894 (Ansaldo)              | 27 maja 1895         | 12 października 1896 |                                                           | 2 × 254 mm, 10 × 152mm, 6 × 120mm  |
| San Martín (ex Varese)                  | 1895 (Orlando)              | 25 maja 1896         | maj 1898             |                                                           | 4 × 203 mm, 10 × 152mm, 6 × 120mm  |
| General Belgrano (ex Varese)            | czerwiec 1896 (Orlando)     | 25 lipca 1897        | 1898                 |                                                           | 2 × 254 mm, 14 × 152mm             |
| Pueyrredon (ex Giuseppe Garibaldi)      | 1896 (Ansaldo)              | 25 września 1897     | wrzesień 1898        |                                                           | 2 × 254 mm, 10 × 152 mm, 6 × 120mm |
| Hiszpania                               |                             |                      |                      |                                                           |                                    |
| Cristóbal Colón (ex Giuseppe Garibaldi) | 1895 (Ansaldo)              | 16 września 1896     | 16 maja 1897         | 3 lipca 1898 zatopiony podczas bitwy pod Santiago de Cuba | 10 × 152mm, 6 × 120mm              |
| Włochy                                  |                             |                      |                      |                                                           |                                    |
| Giuseppe Garibaldi                      | 8 czerwca 1898 (Ansaldo)    | 29 czerwca 1899      | 1 stycznia 1901      | 18 lipca 1915 zatopiony na Adriatyku                      | 1 × 254 mm, 2 × 203 mm, 14 × 152mm |
| Varese                                  | 21 kwietnia 1898 (Orlando)  | 6 sierpnia 1899      | 5 kwietnia 1901      | 4 stycznia 1923                                           | 1 × 254 mm, 2 × 203 mm, 14 × 152mm |
| Francesco Ferruccio                     | 19 sierpnia 1899 (Wenecja)  | 23 kwietnia 1902     | 1 września 1905      | 1 kwietnia 1930                                           | 1 × 254 mm, 2 × 203 mm, 14 × 152mm |
| Japonia                                 |                             |                      |                      |                                                           |                                    |
| Nisshin (ex Roca)                       | maj 1902(Ansaldo)           | 9 lutego 1903        | 7 stycznia 1904      |                                                           | 4 × 203 mm, 14 × 152mm             |
| Kasuga (ex Mitra)                       | marzec 1902 (Ansaldo)       | 22 października 1902 | 7 stycznia 1904      |                                                           | 1 × 254 mm, 2 × 203 mm, 14 × 152mm |